# Карригтохилл
Карригтохилл (англ. Carrigtwohill; ирл. Carraig Thuathail) — (переписной) посёлок в Ирландии, находится в графстве Корк (провинция Манстер).
Изначально местная железнодорожная станция была открыта 2 ноября 1859 года, закрыта для товарооборота 2 декабря 1974 года и окончательно закрыта с 6 сентября 1976 года. Однако, 30 июля 2009 года на севере поселения была открыта новая станция.

## Демография
Население — 2782 человека (по переписи 2006 года). В 2002 году население составляло 1411.
Данные переписи 2006 года:
| Общие демографические показатели |               |                               |                               |      |      |
| Всё население                    | Всё население | Изменения населения 2002—2006 | Изменения населения 2002—2006 | 2006 | 2006 |
| 2002                             | 2006          | чел.                          | %                             | муж. | жен. |
| 1411                             | 2782          | 1371                          | 97,2                          | 1383 | 1399 |

В нижеприводимых таблицах сумма всех ответов (столбец «сумма»), как правило, меньше общего населения населённого пункта (столбец «2006»).
| Религия (Тема 2 — 5 : Число людей по религиям, 2006) |             |                |             |            |       |      |
| Католики, чел.                                       | Католики, % | Другая религия | Без религии | не указано | сумма | 2006 |
| 2476                                                 | 89,0        | 192            | 98          | 16         | 2782  | 2782 |

| Этно-расовый состав (Этничность. Тема 2 — 3 : Постоянное население по этническому или культурному происхождению, 2006) |            |              |       |        |        |            |       |       |
| Белые ирландцы | Лухт-шулта | Другие белые | Негры | Азиаты | Другие | Не указано | сумма | 2006  |
| 2310 | 0          | 246          | 141   | 18     | 28     | 9          | 2752  | 2782  |
| Доля от всех отвечавших на вопрос, %                                                                                   |            |              |       |        |        |            |       |       |
| 83,9 | 0,0        | 8,9          | 5,1   | 0,7    | 1,0    | 0,3        | 100   | 98,91 |

1 — доля отвечавших на вопрос о языке от всего населения.
| Владение ирландским языком (Тема 3 — 1 : Число людей от 3 лет и старше по способности говорить по-ирландски, 2006) |      |            |       |       |
| Владеете ли Вы ирландским языком?                                                                                  |      |            |       |       |
| Да | Нет  | Не указано | сумма | 2006  |
| 1075 | 1492 | 33         | 2600  | 2782  |
| Доля от всех отвечавших на вопрос о языке, %                                                                       |      |            |       |       |
| 41,3 | 57,4 | 1,3        | 100   | 93,51 |

1 — доля отвечавших на вопрос о языке от всего населения.
| Использование ирландского языка (Тема 3 — 2 : Говорящие по-ирландски от 3 лет и старше по частоте использования ирландского языка, 2006) |                                                            |                                               |                                               |                                               |                                               |                                               |       |                                     |      |
| Как часто и где Вы говорите по-ирландски?                                                                                                |                                                            |                                               |                                               |                                               |                                               |                                               |       |                                     |      |
| ежедневно, только в образовательных учреждениях                                                                                          | ежедневно, как в образовательных учреждениях, так и вне их | в других местах (вне образовательной системы) | в других местах (вне образовательной системы) | в других местах (вне образовательной системы) | в других местах (вне образовательной системы) | в других местах (вне образовательной системы) | сумма | всего, отвечавших на вопрос о языке | 2006 |
| ежедневно, только в образовательных учреждениях                                                                                          | ежедневно, как в образовательных учреждениях, так и вне их | ежедневно                                     | каждую неделю                                 | реже                                          | никогда                                       | не указано                                    | сумма | всего, отвечавших на вопрос о языке | 2006 |
| 258 | 8                                                          | 28                                            | 56                                            | 343                                           | 372                                           | 10                                            | 1075  | 2600                                | 2782 |
| Доля от всех отвечавших на вопрос о языке, %                                                                                             |                                                            |                                               |                                               |                                               |                                               |                                               |       |                                     |      |
| 9,9 | 0,3                                                        | 1,1                                           | 2,2                                           | 13,2                                          | 14,3                                          | 0,4                                           | 41,3  | 100                                 |      |

| Типы частных жилищ (Тема 6 — 1(a) : Число частных домовладений по типу размещения, 2006) |          |         |                 |            |       |      |
| Отдельный дом                                                                            | Квартира | Комната | Переносные дома | не указано | сумма | 2006 |
| 1000                                                                                     | 68       | 4       | 2               | 8          | 1082  | 2782 |